# Festival du Film Scientifique de Bruxelles
 (janvier 2017).
Le Festival du Film Scientifique de Bruxelles, dit FFSB, est un festival gratuit et ouvert à tous où sont projetés des films scientifiques. Il prend place sur le campus du Solbosch à l'Université libre de Bruxelles durant la semaine du Printemps des Sciences et est organisé exclusivement par des étudiants de l'université.

## Introduction
Ce festival a pour objectif la promotion de la démarche scientifique et de la Science en général auprès d'un public aussi large que possible, sa devise est "La Science pour tou·te·s".
C'est ainsi que les différentes projections visent à attirer des publics de tous les horizons. Typiquement, des films destinés aux enfants sont présentés en journée, tandis que la soirée est réservée à un public adulte.
Certaines éditions du festival proposent notamment de petites présentations appelées "10 minutes pour comprendre". Celles-ci sont données par des doctorants de la Faculté des sciences de l'Université libre de Bruxelles qui présentent succinctement leur recherche.

## Origines
Dès 1961, des étudiants du Cercle des Sciences ont pris l'initiative d'organiser le premier festival du film scientifique à Bruxelles (appelé Festival du film scientifique, puis Festival du film scientifique et technique). De nombreuses éditions suivirent au point qu'une A.S.B.L fut créée pour s'occuper de l'organisation des prochains festivals. Celle-ci pris le nom du Centre Universitaire du Film Scientifique (CUFS) et fut notamment soutenue par Lucia de Brouckère, professeur de Chimie à l'ULB. Le onzième et dernier festival eut lieu en 1997.
En 2011, une nouvelle fois, des étudiants du Cercle des Sciences ont décidé de recréer un festival du film scientifique qui prend le nom, sous sa nouvelle forme, du Festival du Film Scientifique de Bruxelles.

## Édition 2018
L'édition 2018 s'est déroulé du 19 au 25 mars.
| Films diffusés                                           | Films diffusés              | Films diffusés | Films diffusés | Films diffusés |
| Titre du film                                            | Réalisateur                 | Sujet          | Nationalité    | Année          |
| -------------------------------------------------------- | --------------------------- | -------------- | -------------- | -------------- |
| Maîtriser l'énergie des étoiles, la révolution de demain | Mila Aung-Thwin & Van Royko | Physique       | Canada         | 2017           |

## Édition 2017
L'édition 2017 s'est déroulé du 20 au 26 mars.

## Édition 2016
L'édition 2016 s'est déroulé du 14 au 19 mars.
| Films diffusés                                          | Films diffusés                 | Films diffusés       | Films diffusés | Films diffusés |
| Titre du film                                           | Réalisateur                    | Sujet                | Nationalité    | Année          |
| ------------------------------------------------------- | ------------------------------ | -------------------- | -------------- | -------------- |
| Einstein la relativité général: une histoire singulière | Quetin Lazzarotto              | Physique             | France         | 2015           |
| Les superpouvoirs de l'urine                            | Thierry Berrod & Quincy Russel | Société              | Royaume-Uni    | 2013           |
| Invisible Universe Revealed                             | Peter Yost                     | Physique             | États-Unis     | 2015           |
| La vaccination: un enjeu de santé publique              | Sonya Pemberton                | Médecine             | Australie      | 2015           |
| Secret univers: journey inside the cell                 | Mike Davis                     | Biologie             | Royaume-Uni    | 2012           |
| Unatural selection                                      | Steve Nicholls & Sarah Walley  | Société;Biologie     | Autriche       | 2013           |
| La vie secret de matériaux                              | Panos Raptis                   | Chimie               | Royaume-Uni    | 2015           |
| Ce qui gène chez moi                                    | Pernille Rose Grøejær          | Société;Biologie     | Danemark       | 2014           |
| L'homme réparé                                          | Mathieu Saintenac              | Technologie          | France         | 2014           |
| Uranium, twisting de dragon's tail                      | Wain Frimeri                   | Physique             | États-Unis     | 2015           |
| Making stuff wilder                                     | Daniel McCabe                  | Biologie;Technologie | États-Unis     | 2013           |
| L'Arctique, une bombe à retardement                     | Andrea Sautereau               | Glaciologie          | Suisse         | 2014           |
| Animal machine                                          | Bernard Bloch                  | Société              | France         | 2015           |
| Planète Corps                                           | Pierre-François Gaudry         | Biologie             | France         | 2014           |
| La valse des continents: aux origines de l'Europe       | Christopher Hooke              | Géologie             | France         | 2012           |
| How smart are animals?                                  | Julia Cort & Dana Rae Warren   | Biologie             | États-Unis     | 2012           |
| Extinctions massive: la vie en péril                    | Sarah Holt                     | Biologie             | France         | 2013           |
| House hunter: location, location, location              | Ann Johnson Prum               | Biologie             | Autriche       | 2015           |

## Édition 2015
L'édition 2015 s'est déroulé du 23 au 28 mars.
| Films diffusés                                           | Films diffusés                              | Films diffusés     | Films diffusés | Films diffusés |
| Titre du film                                            | Réalisateur                                 | Sujet              | Nationalité    | Année          |
| -------------------------------------------------------- | ------------------------------------------- | ------------------ | -------------- | -------------- |
| Comet Catcher : The Rosetta Landing                      |                                             | Physique           | Royaume-Uni    | 2014           |
| La viande in vitro bientôt dans nos assiettes ?          | Véronique Preault                           | Société            | France         | 2013           |
| Ils sont des nôtres                                      | Jean-Yves Collet                            | Biologie           | France         | 2012           |
| The secrets of sugar                                     | Ronna Syed et Allya Davidson                | Société            | États-Unis     | 2013           |
| Frankenstein's monster                                   | Michael Lachmann                            | Société            | Royaume-Uni    | 2013           |
| Comment les maths ont vaincu Hitler                      | Denis van Waerebeke                         | Informatique       | France         | 2014           |
| Precision time and measure                               | Mike Cunliffe                               | Physique           | Royaume-Uni    | 2013           |
| Nanomédecine                                             | Hugo Hernandez                              | Biologie; Médecine | France         | 2013           |
| Bébés sur mesure                                         | Sophie Tardy-Joubert et Guilhem Mahieu      | Société            | France         | 2013           |
| Epidémies, la menace invisible                           | Anne Poiret, Raphaël Hitier                 | Biologie; Médecine | France         | 2014           |
| Le ventre, notre deuxième cerveau                        | Cécile Denjean                              | Biologie           | France         | 2013           |
| Which Universe are we in ?                               | Naomi Austin                                | Physique           | Royaume-Uni    | 2014           |
| Les hydrates de méthane : un nouveau bingo énergétique ? | Luc Riolon, Pascal Cuissot et Rachel Seddoh | Chimie             | France         | 2014           |
| Conquerors: Le crabe royal                               | Nicolas Gabriel                             | Biologie           | France         | 2013           |
| Vivre dans l'espace                                      | Laura Farrenq                               | Société;Biologie   | France         | 2013           |
| Océanie, Terre du Pacifique                              | Christopher Hooke                           | Géologie           | France         | 2012           |
| Plants behaving badly                                    | Steve Nicholls                              | Biologie           | Autriche       | 2013           |
| Inside the animal mind : The Problem Solvers             | Graham Russel                               | Biologie           | Royaume-Uni    | 2014           |

## Édition 2014
L'édition 2014 s'est déroulé du 24 au 29 mars.
| Films diffusés                                                     | Films diffusés                     | Films diffusés     | Films diffusés | Films diffusés |
| Titre du film                                                      | Réalisateur                        | Sujet              | Nationalité    | Année          |
| ------------------------------------------------------------------ | ---------------------------------- | ------------------ | -------------- | -------------- |
| Naturopolis : New York, la révolution verte                        | Bernard Guerrini, Mathias Schmitt  | Écologie,Société   | France         | 2013           |
| Metamorphosis : The Science of Change                              | David Malone                       | Biologie           | Royaume-Uni    | 2013           |
| Aurora - Fire in the Sky                                           | Ivo Filatsch                       | Physique           | Autriche       | 2012           |
| Sur la trace des maîtres                                           | Eric Paternot, Robert Iseni        | Chimie             | France         | 2012           |
| Les champignons pourront-ils sauver le monde ?                     | Thomas Sipp, Anne Rizzo            | Biologie           | France         | 2013           |
| Apithérapie                                                        | Patrice Goldberg, Erol Cetiner     | Biologie; Médecine | Belgique       | 2013           |
| Venin : du poison au médicament                                    | Stéphane Chopard                   | Biologie; Médecine | France         | 2013           |
| To infinity and beyond                                             | Stephen Cooter                     | Physique           | Royaume-Uni    | 2011           |
| Secrets de longévité                                               | Sylvie Gilman, Thierry de Lestrade | Société            | France         | 2013           |
| Le mystère de la matière noire                                     | Cécile Denjean                     | Physique           | France         | 2012           |
| Au nom de la Race et de la Science, Strasbourg 1941-1944           | Axel Ramonet, Sonia Rolley         | Société            | France         | 2013           |
| DNA Dreams                                                         | Bregtje van der Haak               | Société            | Pays-Bas       | 2012           |
| Les gardiens de la mémoire                                         | Quentin Domart                     | Informatique       | France         | 2013           |
| Ce corps qui parle                                                 | Doïna Harap                        | Société            | Canada         | 2013           |
| Conquérants : la fourmi de feu                                     | Bruno Victor-Pujebet               | Biologie           | France         | 2013           |
| Nyiragongo, danse dans la gueule d’un volcan                       | Sébastien Rensonnet, Dan Botbol    | Volcanologie       | Belgique       | 2012           |
| Virus contre bactéries : une solution à la crise des antibiotiques | Stefanie Schmidt                   | Biologie; Médecine | Allemagne      | 2014           |

## Édition 2013
L'édition 2013 s'est déroulé du 18 au 22 mars. Lors de la soirée d'ouverture, qui a eu lieu le 15 mars, le film à l'honneur était  The Hunt for the Higgs. Un total de 14 films ont été projetés.

### Liste des films
| Films diffusés                                   | Films diffusés                       | Films diffusés     | Films diffusés | Films diffusés |
| Titre du film                                    | Réalisateur                          | Sujet              | Nationalité    | Année          |
| ------------------------------------------------ | ------------------------------------ | ------------------ | -------------- | -------------- |
| The Hunt for the Higgs                           | Gaby Hornsby                         | Physique           | Royaume-Uni    | 2012           |
| Du soleil aux molécules : la raffinerie du futur | Marcel Dalaise                       | Chimie; Biologie   | France         | 2011           |
| La dernière des abeilles                         | Rafael Gutierrez                     | Biologie           | France         | 2012           |
| Fabriquer le vivant                              | Lætitia Ohnona                       | Biologie           | France         | 2011           |
| La magie du cosmos : le temps & l'espace         | Randall MacLowry                     | Physique           | États-Unis     | 2011           |
| La grammaire du bonheur                          | Randall Wood                         | Linguistique       | Australie      | 2012           |
| Jungle d'eau douce                               | Serge Dumont                         | Écologie           | France         | 2011           |
| Colibris : Joyaux de la nature                   | Paul Reddish                         | Biologie           | Royaume-Uni    | 2012           |
| Survivre au progrès                              | Mathieu Roy et Harold Crooks         | Société            | Canada         | 2011           |
| Printemps sous surveillance                      | François-Xavier Vives                | Écologie           | France         | 2012           |
| Codebreaker                                      | Clare Beavan                         | Informatique       | Royaume-Uni    | 2011           |
| L'énigme de l'autisme : la piste bactérienne     | Marion Gruner et Christopher Sumpton | Biologie; Médecine | Canada         | 2012           |
| Insectmania : insectes architectes               | Thierry Berrod                       | Biologie           | France         | 2010           |

## Édition 2012
L'édition 2012 a eu lieu du 19 au 25 mars 2012. La soirée d'ouverture était consacrée au film Up in smoke d'Adam Wakeling. Un total de 19 films ont été projetés.

### Liste des films
| Films diffusés                          | Films diffusés                       | Films diffusés        | Films diffusés     | Films diffusés |
| Titre du film                           | Réalisateur                          | Sujet                 | Nationalité        | Année          |
| --------------------------------------- | ------------------------------------ | --------------------- | ------------------ | -------------- |
| Up in Smoke                             | Adam Wakeling                        | Agronomie             | Royaume-Uni        | 2011           |
| Plastic Planet                          | Werner Boote                         | Environnement         | Autriche Allemagne | 2009           |
| Un homme presque parfait                | Cécile Denjean                       | Technologie; Médecine | France             | 2010           |
| À quoi servent les mathématiques        | Xavier Falandry                      | Mathématiques         | France             | 2011           |
| Marie Curie, au-delà du mythe           | Michel Vuillermet                    | Histoire des sciences | France             | 2011           |
| La révolution nano: Nouvelle humanité ? | Olivier Julien                       | Technologie; Chimie   | France             | 2011           |
| L'empire du système solaire             | Paul Olding                          | Géologie; Astronomie  | France             | 2010           |
| Les ailes du soleil                     | Henri de Gerlache                    | Technologie           | France             | 2010           |
| Unleashing the power                    | Jon Stephens                         | Chimie                | Royaume-Uni        | 2010           |
| Nostalgie de la lumière                 | Patricio Guzmán                      | Physique; Astronomie  | France Chili       | 2010           |
| Une question de couleur                 | Franco Di Chiera                     | Technologie; Médecine | France             | 2010           |
| Coup de froid sur les atomes            | Marcel Dalaise                       | Chimie                | France             | 2011           |
| Vivre en enfer: Les créatures du chaud  | Vincent Amouroux                     | Biologie; Chimie      | France             | 2010           |
| Homme de Florès                         | Laurent Orluc                        | Biologie; Chimie      | France             | 2011           |
| Le jeûne : une nouvelle thérapie ?      | Sylvie Gilman et Thierry de Lestrade | Médecine; Biologie    | France             | 2011           |
| La grande invasion                      | Stéphane Horel                       | Chimie; Environnement | France             | 2010           |
| L'or et ses secrets                     | Hervé Colombani; JP Courbatze        | Chimie                | France             | 2011           |
| La science et le vin, un nouveau pacte  | François-Xavier Vives                | Chimie; œnologie      | France             | 2011           |
| H1N1                                    | Patrice Desenne                      | Génétique             | France             | 2010           |

## Édition 2011
L'édition 2011 fut la première édition. Elle eut lieu du 21 au 25 mars 2011 et rencontra un franc succès.  La soirée d'ouverture était consacrée au film "Robin des Volcans" de Benjamin Morin et Pierre Quiqueré. Un total de 14 films ont été projetés.

### Liste des films
| Films diffusés                            | Films diffusés                        | Films diffusés          | Films diffusés | Films diffusés |
| Titre du film                             | Réalisateur                           | Sujet                   | Nationalité    | Année          |
| ----------------------------------------- | ------------------------------------- | ----------------------- | -------------- | -------------- |
| Robin des volcans                         | Benjamin Morin et Pierre Quiqueré     | Volcanologie            | France         | 2011           |
| Chercheurs, entre rêve et réalité         | Samy Brunett                          | Physique des particules | Belgique       | 2001           |
| Plug & Pray                               | Jens Schanze                          | Robotique               | Allemagne      | 2010           |
| Quants, les alchimistes de Wall Street    | Mareij Meerman                        | Économie; mathématiques | Pays-Bas       | 2010           |
| Les téléscopes de l'invisible             | Marcel Dalaise                        | Astrophysique           | France         | 2008           |
| La vie cachée de nos gênes                | Hervé Nisic                           | Génétique               | France         | 2008           |
| Tchernobyl, une histoire naturelle        | Antoine Bamas et Luc Riolon           | Biologie                | France         | 2009           |
| Mon cerveau a-t-il un sexe ?              | Laure Delesalle                       | Biologie; Physiologie   | France         | 2010           |
| La grande muraille verte                  | Nicolas Temple                        | Écologie                | France         | 2010           |
| La forêt cathédrale                       | Patrick Rouxel                        | Écologie                | France         | 2007           |
| Le mystère de la disparition des abeilles | Mark Daniels et Marotchermaieff       | Écologie; Entomologie   | France Canada  | 2010           |
| Papouasie, enfer et contre tout           | Christine Tournadre                   | Biologie                | France         | 2011           |
| La Terre perd le nord                     | Stéphane Nicolopoulos et Yannick Rose | Géophysique             | France         | 2010           |
| Concordia, sciences australes             | Marcel Dalaise                        | Géophysique             | France         | 2008           |